# Conchobar mac Nessa
In de Ierse mythologie is Conchobar mac Nessa (ook Conchobor, Conchobhar of Conor) de koning van Ulster ten tijde van de gebeurtenissen in de Ulstercyclus. Hij zou hebben geregeerd vanuit Emain Macha, nabij Armagh rond het begin van de jaartelling. Zijn moeder was Ness, zijn vader ofwel de druïde Cathbad, ofwel Fachtna Fáthach.
Ness misleidde Fergus mac Róich en wist ervoor te zorgen dat de soevereiniteit over Ulster door hem werd overgedragen aan Conchobar. Mugain was Conchobars koningin.
Conchobar speelt een rol in diverse sagen, zoals die van Deirdre en de Táin Bó Cúailnge. Hij was de oom en pleegvader van Cú Chulainn en in diverse verhalen komt zijn vete met Medb, de koningin van Connacht, naar voren.